# 3273 Drukar
A 3273 Drukar (ideiglenes jelöléssel 1975 TS2) egy kisbolygó a Naprendszerben. Ljudmila Ivanovna Csernih fedezte fel 1975. október 3-án.